# آيت هودي الغربية (آيت أم البخث)
آيت هودي الغربية هي إحدى مشيخات المملكة المغربية، تتبع جغرافيا لإقليم بني ملال وإداريًا لآيت أم البخث. يقدر عدد سكانها بـ 2075 نسمة حسب الإحصاء الرسمي للسكان والسكنى لسنة 2004.